# Margaritopsis kappleri
Margaritopsis kappleri är en måreväxtart som först beskrevs av Friedrich Anton Wilhelm Miquel, och fick sitt nu gällande namn av Charlotte M. Taylor. Margaritopsis kappleri ingår i släktet Margaritopsis och familjen måreväxter. Inga underarter finns listade i Catalogue of Life.